# Cosmic Cop
Cosmic Cop, ou Armed Police Unit Gallop au Japon, est un jeu vidéo de type shoot 'em up à défilement horizontal développé et édité par Irem sur borne d'arcade en 1991.